# Menziesichthys bacescui
Menziesichthys bacescui är en fiskart som beskrevs av Teodor T. Nalbant och Mayer, 1971. Menziesichthys bacescui ingår i släktet Menziesichthys och familjen Liparidae. Inga underarter finns listade i Catalogue of Life.